# Geneviève Waïte

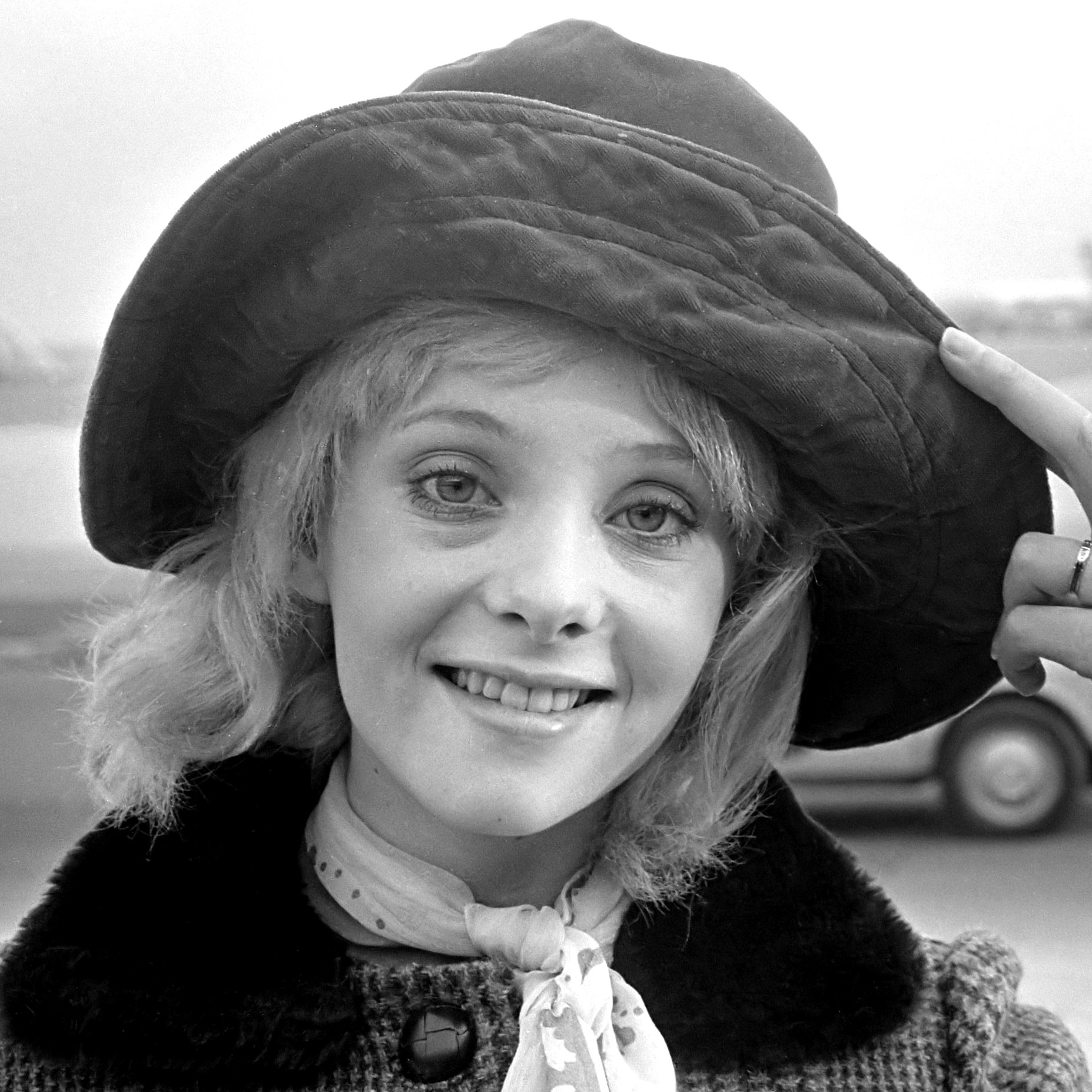
Geneviève Waïte am Flughafen Amsterdam Schiphol (1969)

Geneviève Joyce Waïte (* 13. Februar 1948 in Kapstadt, Südafrika als Genevieve Joyce Weight; † 18. Mai 2019 in Los Angeles, Kalifornien) war eine südafrikanische Schauspielerin, die sich auch als Sängerin und Model betätigte. Bekanntheit erlangte sie in den 1960er und frühen 1970er Jahren durch ihre Hauptrolle im Film Joanna, ihre Ehe mit John Phillips sowie ihre Zusammenarbeit mit Richard Avedon und Andy Warhol.

## Leben

### Privatleben
Geneviève Waïte wurde als Tochter des Ingenieurs Lionel Weight und Audrey Weight, Assistentin der Politikerin Helen Suzman, in Kapstadt geboren. 1967 ging sie nach Großbritannien, um dort als Model zu arbeiten.
Waïte war dreimal verheiratet. Ihre erste, 1968 geschlossene Ehe mit dem durch seine Zusammenarbeit mit Andy Warhol bekannten Poeten Matthew Reich wurde nach kurzer Zeit geschieden. In dieser Zeit lebte Waïte im New Yorker Chelsea Hotel und wurde Teil der dortigen Kunstszene, der unter anderem auch Warhol angehörte. 1972 heiratete sie den Musiker John Phillips, ehemaliges Mitglied von The Mamas & the Papas. Ungewöhnlich waren hierbei die Umstände der Hochzeit, die in einem chinesischen Restaurant in Los Angeles durch einen einbeinigen, buddhistischen Priester durchgeführt wurde. Zu den Gästen zählten Mick Jagger, Cass Elliot, Joni Mitchell, Jack Nicholson und Donald Sutherland. Das Paar hatte zwei gemeinsame Kinder, darunter die 1980 geborene Schauspielerin Bijou Phillips. In den 1970er Jahren litten Waïte und Phillips, zwischenzeitlich nach London umgezogen, unter ihrer Drogensucht und verbrachten teilweise gemeinsame Zeit in Entzugskliniken. 1985 wurde schließlich auch diese Ehe geschieden. Waïtes dritte Ehe mit Norman Buntaine dauerte bis zu ihrem Tod an, das Paar lebte jedoch in ihren letzten Lebensjahren getrennt voneinander.
Ihren letzten Wohnsitz hatte Geneviève Waïte in Los Angeles, wo sie am 18. Mai 2019 im Alter von 71 Jahren im Schlaf starb. Eine genaue Todesursache wurde nicht bekannt. Ihre Beisetzung erfolgte auf dem Forest Lawn Cemetery in Cathedral City an der Seite ihres Ex-Mannes John Phillips. Die Los Angeles Times bezeichnete Waïtes Gesicht und Stimme in einem Nachruf als „Quintessenz der 1960er“.

### Karriere
Ihre Karriere begann Geneviève Waïte 1967 im Alter von 19 Jahren mit einer kleinen Rolle im südafrikanischen Film The Professor and the Beauty Queen des Regisseurs Jamie Uys. Nach ihrem Umzug nach Großbritannien und dem Beginn ihrer Modelkarriere gelang ihr 1968 der Durchbruch als Schauspielerin durch die Hauptrolle der Kunststudentin Joanna Sorrin in Michael Sarnes Tragikomödie Joanna. Waïtes Darbietung löste einen Skandal aus, der sich vor allem um ihre Liebesszenen mit dem schwarzen Schauspieler Calvin Lockhart drehte und sogar zu Morddrohungen an ihrer Familie führte. Auch in Sarnes nächstem Film Myra Breckinridge – Mann oder Frau? von 1970 wirkte Waïte mit, hatte hier aber nur eine sehr kleine und nicht im Abspann genannte Rolle. Eine weitere, größere Rolle spielte sie ebenfalls 1970 in der Komödie Hopp, Hopp an der Seite von Elliott Gould und Paula Prentiss. Anschließend beendete Waïte ihre Schauspielkarriere nach nur wenigen Jahren bereits wieder und war nur noch 1989 im Kurzfilm Short Distance zu sehen.
Neben ihrer Schauspielkarriere erlangte Waïte Anfang der 1970er vor allem als Model Bekanntheit. Als Muse des bekannten Fotografen Richard Avedon wurde sie von diesem mehrfach für die bekannte Modezeitschrift Vogue fotografiert. 1974 betätigte sich Waïte zudem als Sängerin und veröffentlichte das Album Romance Is on the Rise, dessen an die Werke von Alberto Vargas angelehntes Cover ebenfalls von Richard Avedon aufgenommen wurde. Trotz positiver Kritiken blieb es ihr einziges Album, 2011 erschien das Album als Neuveröffentlichung auf CD mit einer zusätzlichen Coverversion von Femme Fatale. Ihr Song Love Is Coming Back fand 1976 Verwendung im Science-Fiction-Film Der Mann, der vom Himmel fiel mit David Bowie.
Gemeinsam mit John Phillips schrieb Waïte 1974 das Musical Man on the Moon, das 1975 mit ihr in einer Nebenrolle als Engel am Broadway seine Uraufführung hatte. Produziert wurde das Stück von Andy Warhol, Regie führte dessen „rechte Hand“ Paul Morrissey. Das Musical, in dem es um einen wahnsinnigen Wissenschaftler geht, der den Mond in die Luft sprengen will, erhielt desaströse Kritiken und wurde nach nur vier Tagen wieder eingestellt.

## Filmografie

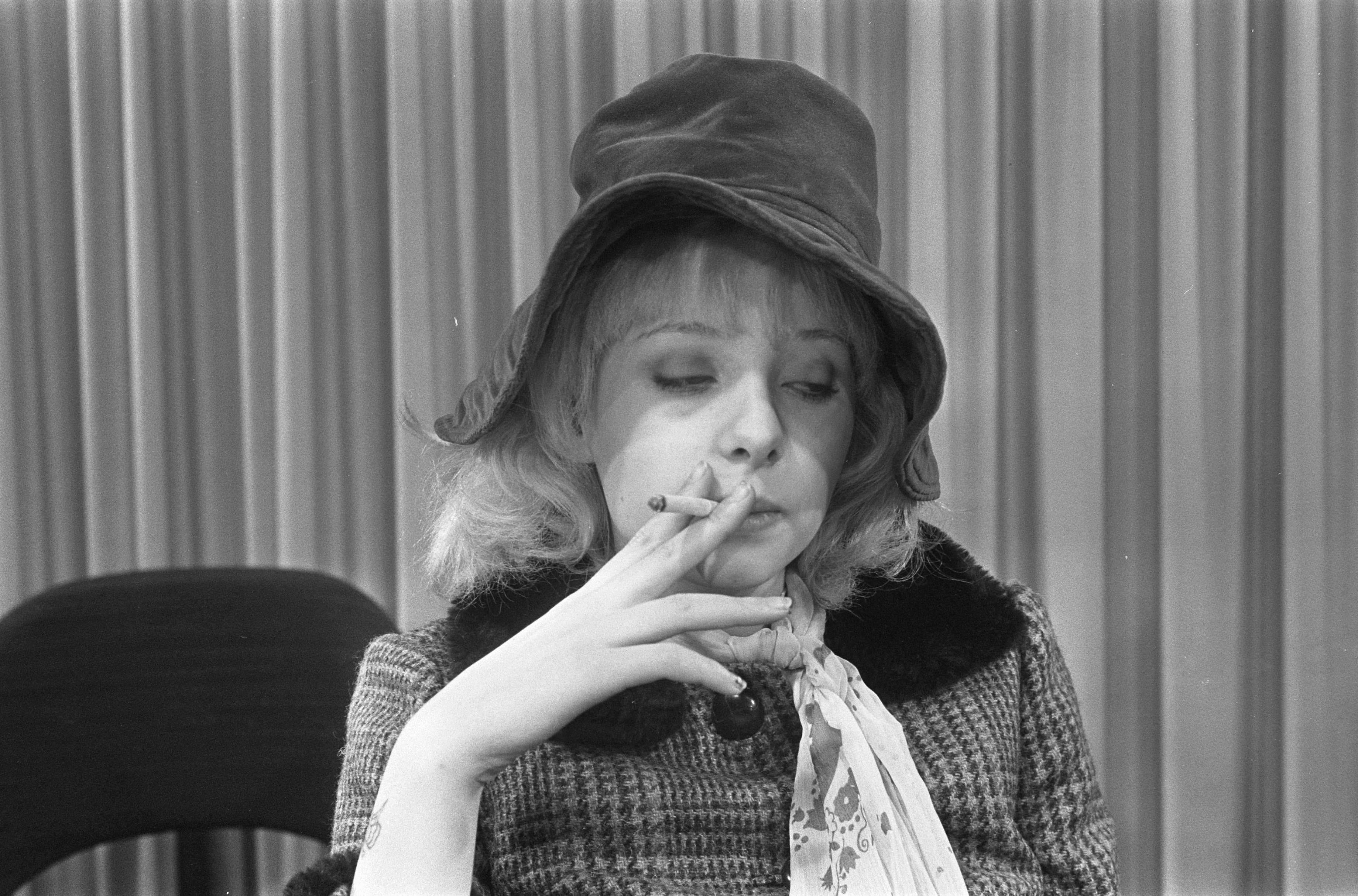
Geneviève Waïte (1969)

- 1967: The Professor and the Beauty Queen
- 1968: Joanna
- 1970: Myra Breckinridge – Mann oder Frau? (Myra Breckinridge)
- 1970: Hopp, Hopp (Move)
- 1989: Short Distance

## Diskografie
- 1974: Romance Is on the Rise (Album; 2011 Neuauflage mit zusätzlichem Titel Femme Fatale)
- 1974: Love Is Coming Back / Biting My Nails (EP; Singleauskopplung aus Romance Is on the Rise)

## Theatrografie
- 1975: Man on the Moon (Little Theatre, New York; auch als Co-Autorin)